# 來生新
- 來生新
- 来生新

來生 新（きすぎ しん、1947年7月22日 - ）は、日本の法学者。経済法学者。行政法学者。
横浜国立大学名誉教授。神奈川大学海とみなと研究所上席研究員。元放送大学長。指導教授は丹宗暁信。

## 略歴
1970年北海道大学法学部卒業。1975年北海道大学大学院法学研究科修士課程修了。 1975年横浜国立大学経済学部助教授。1989年横浜国立大学経済学部教授・同大学院国際開発研究科教授。
1997年イギリスのケンブリッジ大学、イースト・アングリア大学、ポリテクニックに研究留学（～1998年）。1998年横浜国立大学大学院国際開発研究科長。1999年横浜国立大学大学院国際社会科学研究科教授。2004年横浜国立大学法科大学院教授。横浜国立大学理事。横浜国立大学副学長。
2009年横浜国立大学停年退官。放送大学教養学部教授。2011年放送大学副学長。2017年4月から2021年3月まで放送大学学長。
2022年より神奈川大学海とみなと研究所上席研究員を務める。
この他、1987年～1990年放送大学客員教授、1988年～1997年東海大学法学部非常勤講師、2009年～2012年大東文化大学法科大学院非常勤講師を務めた。2001年よりシップアンドオーシャン財団発行ニューズレター編集代表者、日本経済法学会常務理事、日本沿岸域学会副会長を務める。

## 単位認定試験問題への対応
2015年度の放送大学の単位認定試験（日本美術史）をめぐり、大学側は「問題箇所」と認定した部分を削除したうえで問題を公開した。
経緯
問題とされたのは、導入部の5行であり、「現在の政権は、日本が再び戦争をするための体制を整えつつある。平和と自国民を守るのが目的というが、ほとんどの戦争はそういう口実で起きる。1931年の満州事変に始まる戦争もそうだった」、「表現の自由を抑圧し情報をコントロールすることは、国民から批判する力を奪う有効な手段だった」などと記述されていた。
複数の専任教員による事前の校正では特に問題視されなかったが、日本美術史の試験を受けた学生から「現政権の批判ともとれる文章があった」という疑義が出された。これを受け、大学の事務担当者（単位認定試験係）は、問題を作成した佐藤康宏に削除や修正を求めたが、佐藤は試験問題に不備はないと回答したところ、該当部分の削除を通告する文書が、宮本みち子副学長名で佐藤のもとに届けられた。
学長であった岡部洋一は、一連の経緯について「本学としては、科目を担当する教員の学問の自由を基本に大学運営に取り組んでまいりました」、「本学においては、放送による授業と印刷教材及び単位認定試験の相互の補完関 係及び一体性に鑑みて、単位認定試験についても公平性、公正性の確保が必 要と考えてきました」、「本学の考え方を同教授にお伝えしましたが、残念ながらご理解をいただけず、本学の責任において一部削除した上で公表することとしました」と声明を発表した。
來生の解釈と批判
副学長であった來生は、毎日新聞で「学問や表現の自由には十分配慮しなければいけないが、放送大学は一般の大学と違い、放送法を順守する義務がある。試験問題も放送授業と一体のものと考えており、今回は放送法に照らし公平さを欠くと判断して削除した」という見解を表明した。來生の見解の根拠は放送法第4条であり、放送局に対し「政治的に公平である」「意見が対立している問題は、できるだけ多くの角度から論点を明らかにする」ことを求めるものである。
しかし、総務省放送政策課の担当者は、紙媒体は放送されなければ放送法第4条の規制対象にならないとして、來生の解釈を否定する見解を示し、メディア法の専門家である服部孝章は毎日新聞紙上で、学問の自由の観点から來生の解釈を「異常な反応だ」と批判した。
◇異常な反応だ　服部孝章・立教大名誉教授（メディア法）の話　政権批判がダメならば慰安婦などいろいろな問題が出題できなくなってしまう。削除する必要は全くない。表現の自由以前に学問の自由をどう考えているのか。 
放送大学の試験問題の出題が政治的中立性を保たなければならないのならば、講義そのものが成り立たなくなり、多くの授業で放送大学の存在意義が問われる。学問における中立性が何なのかが問われる異常な反応だ。

## 受賞歴
- 1995年　神戸賞受賞
- 2021年　海洋立国推進功労者表彰[6]
- 2023年　瑞宝中綬章[7]

## 主著
- 『経済活動と法 : 市場における自由の確保と法規制』（放送大学教育振興会 1987年）
- 『論争独占禁止法 : 独禁法主要論点の批判的検討と反批判』（共著 風行社 1994年）
- 『競争法と消費者法の基礎理論 : 独占禁止法、知的財産権法、消費者保護法』（共著 嵯峨野書院 1996年）
- 今村成和ほか編『産業経済法　現代行政法学全集30巻』（分担執筆 ぎょうせい 1996年）
- 岩村正彦ほか編『政府と企業 岩波講座現代の法8巻』（分担執筆 岩波書店 1997年）
- 海洋政策研究財団編『海洋問題入門 : 海洋の総合的管理を学ぶ』（共著 丸善 2007年）
- 『企業・消費者・政府と法 : 消費生活と法』（共著 放送大学教育振興会 2011年）
- 『市民生活と裁判』（共著 放送大学教育振興会 2012年）
- 笹川平和財団海洋政策研究所編『沿岸域総合管理入門』（共著 東海大学出版部 2015年）

## 門下生
- 山本裕子 - 大東文化大学法学部教授
- 植村吉輝 - 阪南大学経済学部教授